# Papito Merencia
Vidarrell Papito Merencia (né le 4 mars 1994 à Willemstad, Curaçao) est un footballeur international curacien qui joue au poste de milieu de terrain.

## Biographie

### Carrière en sélection
Papito Merencia participe au championnat de la CONCACAF des moins de 20 ans en 2013 (2 matches joués et un but inscrit contre le Salvador).
Il débute en équipe nationale de Curaçao, le 14 novembre 2013 contre Aruba, et compte 19 capes pour 5 buts marqués. 
Il se distingue notamment le 12 octobre 2014, en marquant le but de la victoire de son pays contre la Guadeloupe, but historique qui permet la qualification de sa sélection nationale à sa première phase finale de Coupe caribéenne des nations. 

#### Buts en sélection
| Buts en sélection de Papito Merencia | Buts en sélection de Papito Merencia | Buts en sélection de Papito Merencia               | Buts en sélection de Papito Merencia | Buts en sélection de Papito Merencia | Buts en sélection de Papito Merencia | Buts en sélection de Papito Merencia |
|                                      | Date                                 | Lieu                                               | Adversaire                           | Score                                | Résultat                             | Compétition                          |
| ------------------------------------ | ------------------------------------ | -------------------------------------------------- | ------------------------------------ | ------------------------------------ | ------------------------------------ | ------------------------------------ |
| 1.                                   | 8 octobre 2014                       | Stade René Serge Nabajoth, Les Abymes (Guadeloupe) | Martinique                           | 1-1                                  | 1-1                                  | QCAR 2014                            |
| 2.                                   | 12 octobre 2014                      | Stade René Serge Nabajoth, Les Abymes (Guadeloupe) | Guadeloupe                           | 1-0                                  | 1-0                                  | QCAR 2014                            |
| 3.                                   | 27 mars 2015                         | Ergilio Hato Stadion, Willemstad (Curaçao)         | Montserrat                           | 1-0                                  | 2-1                                  | QCM 2018                             |
| 4.                                   | 20 mai 2015                          | Almere City Stadion, Almere (Pays-Bas)             | Suriname                             | 1-0                                  | 3-2                                  | Amical                               |
| 5.                                   | 14 juin 2015                         | Estadio Pedro Marrero, La Havane (Cuba)            | Cuba                                 | 1-1                                  | 1-1                                  | QCM 2018                             |

NB : Les scores sont affichés sans tenir compte du sens conventionnel en cas de match à l'extérieur (Curaçao-Adversaire)